# José María Fernández Nieto
José María Fernández Nieto, (Mazariegos, Palencia, 7 de diciembre de 1920 - Palencia, 17 de enero de 2013) fue un poeta español. 

## Biografía
En 1945 se licenció en Farmacia por la Universidad de Granada. Desde entonces residió y ejerció como farmacéutico en Palencia. En ese mismo año fundó, junto con Gabino-Alejandro Carriedo, Dacio Rodríguez Lesmes, Mariano del Mazo y otros, la "Peña Nubis", que toma su nombre de la denominación latina del río Carrión. A partir del año siguiente editaron una revista y organizaron diversas actividades culturales.
En 1955 creó, con Marcelino García Velasco y Carlos Ureña la revista de poesía y crítica Rocamador, de la que se editaron 45 números. Tuvo un amplio eco no solamente en España sino también en Hispanoamérica. En Rocamador colaboraron, entre otros, Diego Jesús Jiménez, Victoriano Crémer, Ángela Figuera, Tomás Borrás,  Juan Antonio Villacañas, Manuel Alcántara, Gloria Fuertes, Enrique Molina Campos, Félix Grande, Acacia Uceta, Vintila Horia  y Rodrigo Rubio. Fue, asimismo, uno de los fundadores de la revista Juan de Baños.
Colaboró durante muchos años en radio, prensa y otros medios de difusión cultural, habiendo dado numerosos recitales conferencias a lo largo de su dedicación a la poesía y a la literatura.

## Obras
- Ramillete de poesías. Almería, 1946
- Sin primavera. Colección NUBIS. Palencia, 1946
- Aunque es de noche. Palencia, 1947
- Paisaje en sangre viva. Colección Rosa nueva. Palencia, 1949
- La muerte aprendida. Colección Halcón. Valladolid, 1949
- A orillas del Carrión. Palencia, 1957
- La Trébede. Colección Alrededor de la mesa, Bilbao, 1961
- Capital de provincia. Colección Ababol. Madrid, 1961
- La Trébede. Segunda edición. Colección Rocamador. Palencia, 1962
- Un hombre llamado José. Colección Ágora. S. Sebastián, 1965
- Buzón de alcance. Editorial club de prensa. Barcelona, 1966
- La Trébede. Tercera edición. Editorial Cla. Bilbao, 1968
- Villancicos para zambomba y transistor. Palencia, 1969
- Galería íntima. Colección El toro de granito. Ávila, 1972
- La claridad compartida. Editorial clara. Bilbao, 1972
- Memoria del amor. Colección Rocamador. Palencia, 1973
- La nieve. Colección Provincia. León, 1974
- Poemas de amor de cada día. Colección Rocamador. Palencia, 1982
- Nueve sonetos eucarísticos. Palencia, 1992
- Fulgores de ascensión. Colección Rocamador. Palencia, 1993.
- Antología. Cálamo. Palencia, 1997.
- Prólogo de "Temperatura" (Dossoles, Burgos, 2006) del poeta César Tomé Martín.

## Reconocimiento
En 1957 fue nombrado académico de número del Institución Tello Téllez de Meneses y en 1993 ingresó en la academia de juglares de San Juan de la Cruz de Fontiveros. Fue presidente nacional de honor del asociación de escritores y artistas farmacéuticos de España, cargo que ejerció durante cinco años.
Obtuvo varios premios de poesía nacionales e internacionales, como el "Guipúzcoa", "Provincia de Álava", "Ciudad de Lérida", "Cervantes" de Valladolid, "Antonio González la Amor", "Ciudad de Alcalá" (1971), "Ciudad de Huesca", "Ciudad Real", etc., concedidos por libros de poemas, así como más de 300 premios por poemas sueltos en toda España.
En 1990, el ayuntamiento de Mazariegos acordó por unanimidad dar su nombre al Colegio Público de preescolar y primer ciclo de EGB de la localidad, en razón de sus valores humanos y artísticos. 
En 2012 fue reconocido con el Premio de las Letras de Castilla y León.